# Повстання 1837—1838 років у Канаді
Повстання 1837—1838 років (англ. Rebellions of 1837–1838, фр. Les rébellions de 1837-1838) — два збройні повстання, що відбулися в 1837 і 1838 роках у британських колоніях Верхній та Нижній Канаді. Обидва повстання були спричинені народним розчаруванням та відсутістю політичних реформ. Ключовою метою повстань мало бути створення відповідального уряду. Наслідками повстань були звіт лорда Дарема щодо Британської Північної Америки, ухвалення Акту про унію 1840 року, який частково реформував британські провінції до унітарної системи влади, та Акт про Британську Північну Америку 1867 року, за яким було створено Канадську конфедерацію як домініон Британії та її уряд.

## Контекст
Деякі історики пропонують розглядати повстання 1837—1838 років у ширшому контексті атлантичних революцій другої половини XVIII — першої половини XIX століття. Американська війна за незалежність, Французька революція, повстання на Гаїті, Ірландське повстання, війни за незалежність в Іспанській Америці розпочалися завдяки поширенню республіканських ідей, але чи мали канадські повстанці на меті узурпувати й повалити владу Корони — залишається предметом дискусій серед істориків. Чартисти у Великій Британії мали такі ж демократичні цілі. Історики схильні розглядати два канадські повстання і подальшу Патріотичну війну 1838 року ізольовано одне від одного, попри республіканський імпульс, який вони поділяли. Прихильники реформ у Канаді відмовилися від сміливого республіканізму Вільяма Лайона Макензі і прагнули до створення відповідального уряду. Повстанці вважали, що право громадян на участь у політичних процесах через вибори представників є найважливішим правом, тому вони віддавали перевагу виборним законодавчим зборам, а не призначеним. Повстання у Верхній та Нижній Канадах розпочалося після фальсифікацій на виборах до Законодавчих зборів 1836 року. Британські війська швидко придушили повстання, не давши двом колоніям стати республіками. Деякі історики пов'язують повстання із Ньюпортським повстанням чартистів 1839 року в Уельсі.

## Повстання
Багато повстанців, включно із Маккензі, втекли до Сполучених Штатів. Маккензі заснував короткочасну Республіку Канада на острові Нейві-Айленд на річці Ніагара, проте відлучився від збройного конфлікту незабаром. Чарльз Данкомб та Роберт Нельсон, навпаки, допомагали створювати переважно американську міліцію «миливських лож»/Frères chasseurs, які організували з'їзд у Клівленді у вересні 1838 року, де проголосили іншу державу — Республіку Нижня Канада. «Мисливські ложі» опиралися на підтримку американців — членів радикальної Партії рівних прав (або «Локофоко»). Ця організація розпочала Патріотичну війну, яку вдалося зупинити тільки за підтримки сил, надісланих урядом США. Рейди не припинялися, допоки повстанці та «мисливські ложі» не зазнали поразки у вирішальній битві при Віндзорі.

## Наслідки
Проти тих повстанців, що були арештовані у Верхній Канаді, провели судовий розгляд, за наслідком якого більшість із них звинуватили у повстанні проти Корони. Одним із найсуворіших покарань в рамках суду було засудження ста канадських повстанців до довічної каторги в Австралії. Деякі повстанці, як-от Семюел Лаунт та Пітер Меттьюз, були публічно страчені повішенням. Публічні повішення повстанців відбулися на Корт-Гауз-сквер між новою в'язницею Торонто та будівлею суду. Під час страти поліція стояла на варті, щоб завадити можливому порятунку засуджених.
Основною причиною невдоволень у Верхній Канаді були корупція та несправедливість місцевих політиків (так званий Сімейний пакт). Повстанці тут не були фактично покарані, оскільки їхні погляди збігалися із поглядами американських лібералів, а відтак і канадських торі. Проте суддя Джон Робінсон у судовій постанові заявив, що щодо повстанців застосують слова Джона Лока, а не Едмунда Берка, тобто Корона як захисник життя, свободи та процвітання своїх підданих могла «законно вимагати вірності своїй владі». Також Робінсон заявив, що прихильники республіканізму могли вільно емігрувати, тому дії повстанців Верхньої Канади було визнано державною зрадою.
Після завершення повстань помірковані реформатори, зокрема Роберт Болдвін та Луї-Іпполіт Лафонтен, стали впливовим альтернативним голосом радикалів. Вони вплинули на лорда Дарема, якого британський уряд прислав до Канади для розслідування причин повстань. Серед рекомендацій у його звіті було встановлення для обох колоній відповідального уряду (остаточно запрацював 1849 року), що було однією з початкових вимог повстанців. Також Дарем рекомендував об'єднати Верхню та Нижню Канади в єдину провінцію Канада, що було зроблено відповідно до Акту про унію 1840 року. Об'єднання Верхньої та Нижньої Канади мало на меті позбавити франкомовних канадців будь-якої форми самоврядування, змусивши їх стати меншою частиною нової, більшої політичної одиниці.
У геополітичному плані повстання змінили відносини між Великою Британією та її канадськими колоніями з одного боку і Сполученими Штатами Америки з іншого. І американці, і британці прагнули підтримувати мир через економічну кризу, що наближалася, та відчуття невигідності. Безпрецедентний рівень співпраці відбувся в дипломатичних і військових колах. Повстання не були виключно внутрішньополітичними канадськими подіями; президентові США Мартіну ван Бюрену довелося ввести пом'якшувальні заходи на території США, щоб запобігти ескалації. Оскільки повстання переросли у Патріотичну війну, вони стали важливим етапом до побудови сучасних британсько-американських та канадсько-американських відносин.